# 2819 Ensor
A 2819 Ensor (ideiglenes jelöléssel 1933 UR) a Naprendszer kisbolygóövében található aszteroida. Eugene Joseph Delporte fedezte fel 1933. október 20-án.